# Hotchkiss Universal
Hotchkiss Universal là loại súng tiểu liên thuộc một trong những loại vũ khí có thiết kế độc đáo nhất xuất hiện sau khi chiến tranh thế giới thứ hai kết thúc. Nó được giới thiệu bởi hãng sản xuất vũ khí nổi tiếng một thời của Pháp khi đó là Societe des Armes a Feu Portatives Hotchkiss et Cie vào năm 1949 và việc duy trì sản xuất kết thúc khoảng năm 1952. Ý tưởng để thực hiện loại súng này là biến vũ khí trở nên nhỏ gọn và cơ động nhất có thể cho việc vận chuyển hay mang vác, những lực lượng có nhu cầu về một loại vũ khí như vậy thường là lính dù hay các lực lượng tham gia các nhiệm vụ bí mật. Kết quả của dự án này là loại súng chỉ dài 440 mm khi "gấp lại" thành một khối nhưng mặt khác là chúng rất đắt tiền để chế tạo. Súng có rất nhiều bộ phận và độ tin cậy khi sử dụng không được rõ. Một lượng nhỏ loại này đã được chế tạo và sử dụng trong giai đoạn đầu của cuộc chiến tranh ở Đông Dương, Venezuela cũng mua một số lượng ít vào năm 1950 sau đó không còn ai khác đặt hàng vì thế việc chế tạo đã ngừng lại.

## Thiết kế
Hotchkiss Universal sử dụng cơ chế nạp đạn blowback và bắn với khóa nòng mở. Nút kéo lên đạn nằm ở phía phải súng, nó sẽ không di chuyển khi bắn. Khe nhả vỏ đạn nằm ở phía phải súng có một miếng che bụi, nó có sẽ tự động mở ra khi súng được "mở ra" để sử dụng.
Loại súng này có một khả năng đặc biệt là có thể "gấp" thành một khối nhỏ. Để gấp lại thì hộp đạn sẽ được xoay ngang lên phía trước sau đó rút vào trong. Phía dưới khe nhả vỏ đạn có một cần mở khóa bộ phận khóa nòng cố định, xạ thủ sẽ vừa ấn cần vừa kéo nòng sâu vào trong thân súng miếng che bụi thường sẽ được đóng để có chỗ cho việc ấn cần này, sau đó thả cần nòng súng sẽ được khóa cố định ở vị trí rút sâu vào thân súng. Báng súng sẽ được gấp xuống dưới ra phía trước. Khi "mở" thì đầu tiên là kéo báng súng ra, ấn nút mở khóa nòng bên dưới nút kéo lên đạn để nòng được đẩy vào vị trí sẵn sáng chiến đấu, sau đó kéo hộp đạn đang nằm ngang ra rồi dựng nó lên và ấn vào trong khe gắn hộp đạn.